# پارک ایالتی سنگ سرخ
پارک ایالتی سنگ سرخ (به انگلیسی: Red Rock State Park) پارکی طبیعی واقع در شمال آریزونا است.
این پارک طبیعی که ۱۰۸ هکتار وسعت دارد، در سال ۱۹۸۶ تأسیس گشت.
این پارک در جنوب شهر سدونا قرار دارد.

## نگارخانه

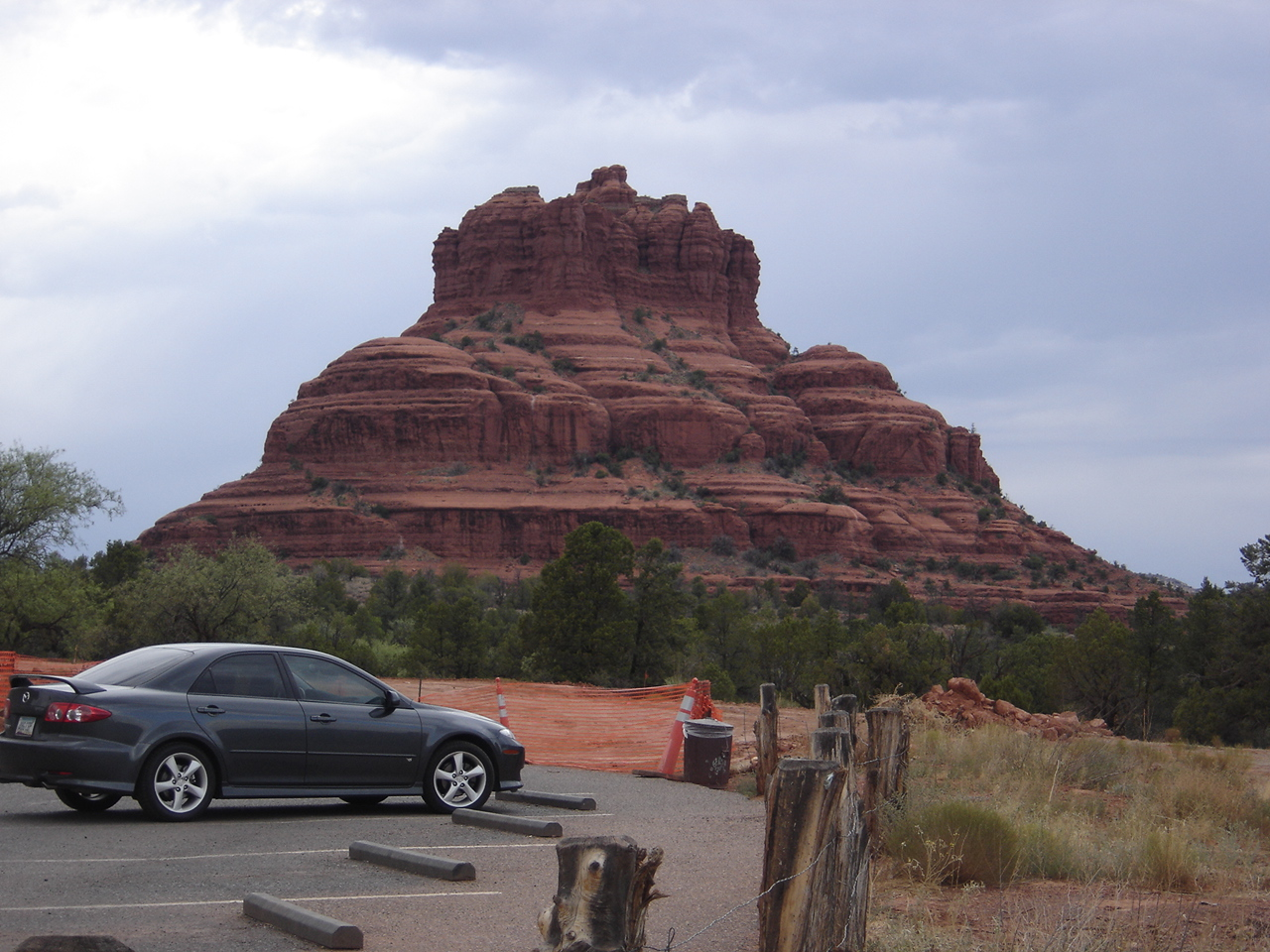
کوه بل راک